# Ystwyth
 (juillet 2014).
Si vous disposez d'ouvrages ou d'articles de référence ou si vous connaissez des sites web de qualité traitant du thème abordé ici, merci de compléter l'article en donnant les références utiles à sa vérifiabilité et en les liant à la section « Notes et références ».
L’Ystwyth est le fleuve qui arrose la ville d'Aberystwyth (dont le nom signifie embouchure de l'Ystwyth)   au centre-ouest du pays de Galles avant de se jeter dans la baie de Cardigan.